# What About Now (álbum de Bon Jovi)
What About Now es el decimosegundo álbum de estudio de la banda estadounidense de rock Bon Jovi. Producido por John Shanks, el álbum fue editado entre el 8 y el 13 de marzo de 2013, dependiendo del país (en España se publicó el día 12). 
En una entrevista concedida a la revista Classic Rock, el guitarrista Richie Sambora declaró que el álbum fue grabado antes de que su álbum en solitario, Aftermath of the Lowdown, se completara. Él y Jon comenzaron a escribir las canciones y, antes de darse cuenta, ya estaban en el estudio con la banda. "El disco está terminado y tiene un sonido excepcional. Comenzaremos nuestra gira en febrero de 2013, por lo que vamos a estar en los escenarios muy pronto." Richie Sambora también caracteriza el nuevo material como una compilación de "elementos distintos", pero aseguró a los viejos fanes que van a quedar igual de satisfechos con el nuevo trabajo.
El álbum alcanzó el No.1 en varios países en su primera semana, entre ellos España, llegando a vender 312 900 copias a nivel mundial. Sin embargo, esto resultó ser sólo un éxito aparente, ya que a partir de la segunda semana las ventas descendieron significativamente. Al final el álbum vendió sólo 644 500 copias a nivel mundial, convirtiéndose en el disco menos vendido de la historia de la banda hasta ese momento. El álbum se caracteriza por ser un rock melódico con guitarras menos distorsionadas que sus primeros discos.

## Lista de canciones
| N.º   | Título                          | Escritor(es)                               | Duración |  |
| 1.    | «Because We Can»                | Jon Bon Jovi, Richie Sambora, Billy Falcon | 4:05     |  |
| 2.    | «I'm With You»                  | Bon Jovi, John Shanks                      | 3:45     |  |
| 3.    | «What About Now»                | Bon Jovi, Shanks                           | 3:45     |  |
| 4.    | «Pictures of You»               | Bon Jovi, Sambora, Shanks                  | 4:00     |  |
| 5.    | «Amen»                          | Bon Jovi, Falcon                           | 4:17     |  |
| 6.    | «That's What the Water Made Me» | Bon Jovi, Falcon                           | 4:25     |  |
| 7.    | «What's Left of Me»             | Bon Jovi, Sambora, Falcon                  | 4:36     |  |
| 8.    | «Army of One»                   | Bon Jovi, Sambora, Desmond Child           | 4:35     |  |
| 9.    | «Thick as Thieves»              | Bon Jovi, Sambora, Shanks                  | 5:00     |  |
| 10.   | «Beautiful World»               | Bon Jovi, Falcon                           | 3:50     |  |
| 11.   | «Room at the End of the World»  | Bon Jovi, Shanks                           | 5:03     |  |
| 12.   | «The Fighter»                   | Bon Jovi                                   | 4:40     |  |
| 51:36 |                                 |                                            |          |  |

| Edición de lujo (Internacional) |                                                                                               |                     |          |  |
| N.º                             | Título                                                                                        | Escritor(es)        | Duración |  |
| 13.                             | «With These Two Hands»                                                                        | Bon Jovi, Falcon    | 3:58     |  |
| 14.                             | «Not Running Anymore» (Canción de la B.S.O. de Stand Up Guys)                                 | Bon Jovi            | 4:43     |  |
| 15.                             | «Old Habits Die Hard» (Canción de la B.S.O. de Stand Up Guys)                                 | Bon Jovi            | 3:33     |  |
| 16.                             | «Every Road Leads Home to You» (Canción del álbum Aftermath of the Lowdown de Richie Sambora) | Sambora, Luke Ebbin | 4:42     |  |
| 1:08:32                         |                                                                                               |                     |          |  |

| Edición de lujo (Estados Unidos) |                                                               |                  |          |  |
| N.º                              | Título                                                        | Escritor(es)     | Duración |  |
| 13.                              | «With These Two Hands»                                        | Bon Jovi, Falcon | 3:58     |  |
| 14.                              | «Into the Echo»                                               | Bon Jovi, Falcon | 5:04     |  |
| 15.                              | «Not Running Anymore» (Canción de la B.S.O. de Stand Up Guys) | Bon Jovi         | 4:43     |  |
| 1:04:41                          |                                                               |                  |          |  |

| Edición de lujo (Japón) |                                                                                               |                     |          |  |
| N.º                     | Título                                                                                        | Escritor(es)        | Duración |  |
| 13.                     | «With These Two Hands»                                                                        | Bon Jovi, Falcon    | 3:58     |  |
| 14.                     | «Into the Echo»                                                                               | Bon Jovi, Falcon    | 5:04     |  |
| 15.                     | «Not Running Anymore» (Canción de la B.S.O. de Stand Up Guys)                                 | Bon Jovi            | 4:43     |  |
| 16.                     | «Old Habits Die Hard» (Canción de la B.S.O. de Stand Up Guys)                                 | Bon Jovi            | 3:33     |  |
| 17.                     | «Every Road Leads Home to You» (Canción del álbum Aftermath of the Lowdown de Richie Sambora) | Sambora, Luke Ebbin | 4:42     |  |
| 1:13:36                 |                                                                                               |                     |          |  |

| DVD extra de la edición limitada japonesa |                                             |          |  |
| N.º                                       | Título                                      | Duración |  |
| 1.                                        | «Because We Can - Music Video»              |          |  |
| 2.                                        | «Because We Can - The Boxer : Act 1»        |          |  |
| 3.                                        | «Because We Can - Astrid : Act 2»           |          |  |
| 4.                                        | «Because We Can - The Beginning : Epilogue» |          |  |
| 5.                                        | «Because We Can - Behind the Scenes»        |          |  |
| 6.                                        | «It's My Life» (en vivo)                    |          |  |
| 7.                                        | «Lost Highway» (en vivo)                    |          |  |

| Lados B y canciones no incluidas |                |                                        |          |  |
| N.º                              | Título         | Escritor(es)                           | Duración |  |
| 1.                               | «Burn With Me» | Bon Jovi, Sambora, Lilith Czar, Shanks | 3:21     |  |

## Posicionamiento en listas
| Lista (2013)                               | Posición |
| ------------------------------------------ | -------- |
| Alemania (Offizielle Top 100)              | 2        |
| Argentina (CAPIF)                          | 7        |
| Australia (ARIA)                           | 1        |
| Austria (Ö3 Austria Top 40)                | 1        |
| Bélgica (Ultratop Flandes)                 | 8        |
| Bélgica (Ultratop Valonia)                 | 16       |
| Canadá (Billboard)                         | 1        |
| Dinamarca (Hitlisten)                      | 6        |
| España (PROMUSICAE)                        | 1        |
| Estados Unidos (Billboard 200)             | 1        |
| Estados Unidos (Billboard Top Rock Albums) | 1        |
| Finlandia (SVL)                            | 3        |
| Francia (SNEP)                             | 46       |
| Global (IFPI)                              | 2        |
| Grecia (IFPI)                              | 10       |
| Hungría (MAHASZ)                           | 4        |
| Irlanda (Irish Albums Chart)               | 3        |
| Italia (FIMI)                              | 5        |
| Japón (Oricon Albums Chart)                | 2        |
| México (Top 100 México)                    | 16       |
| Noruega (VG-lista)                         | 2        |
| Nueva Zelanda (RIANZ)                      | 9        |
| Países Bajos (Dutch Charts)                | 2        |
| Polonia (ZPAV)                             | 16       |
| Portugal (AFP)                             | 2        |
| Reino Unido (UK Albums Chart)              | 2        |
| Sudáfrica (RISA)                           | 8        |
| Suecia (Sverigetopplistan)                 | 1        |
| Suiza (Schweizer Hitparade)                | 3        |

| Lista (2013)                               | Posición |
| ------------------------------------------ | -------- |
| Alemania (GfK Entertainment)               | 57       |
| Australia (ARIA)                           | 58       |
| Austria (Ö3 Austria)                       | 22       |
| Bélgica (Ultratop Flandes)                 | 132      |
| España (PROMUSICAE)                        | 32       |
| Estados Unidos (Billboard 200)             | 138      |
| Estados Unidos (Billboard Top Rock Albums) | 32       |
| Global (IFPI)                              | 185      |
| Hungría (MAHASZ)                           | 96       |
| Japón (Oricon Albums Chart)                | 85       |
| Reino Unido (Official Charts)              | 107      |
| Suecia (Sverigetopplistan)                 | 72       |
| Suiza (Schweizer Hitparade)                | 53       |

## Certificaciones
| País                                      | Certificación | Ventas por certificado |
| ----------------------------------------- | ------------- | ---------------------- |
| Alemania (BVMI)                           | Oro           | 100.000                |
| Australia (ARIA)                          | Oro           | 35.000                 |
| Austria (IFPI Austria)                    | Platino       | 15.000                 |
| Canadá (CRIA)                             | Oro           | 40.000                 |
| Portugal (AFP)                            | 6× latino     | 90.000                 |
| Reino Unido (BPI)                         | Plata         | 60.000                 |
| Ventas totales por certificación: 340.000 |               |                        |